# 디라이트 노벨
디라이트 노벨은 할리퀸 시리즈로 유명한 신영미디어의 라이트 노벨 레이블이다. 2009년 1월부터 출간되고 있다.

## 작품 목록
목록의 순서는“작품명 - 작가,공저자 / 삽화가 / 번역자”이다.
- 조아헌터 1~2권 - 오사코 쥰이치 / BUNBUN / 이선영2
- 늑대는 길들여지지 않아?! 1~3권 - 쿠로카와 미노루, 타카사키 토오루 / 강인수
- 드래곤 킬러 있습니다 - 우나바라 이쿠토 / 최윤정
- 하루카 (천공의 야마타이국) - 마스다 쇼지 / 장현정
- 하루카 - 염천의 야마타이 국 - 마스다 쇼지 / 장현정
- 108년째의 첫사랑 1~2권 - 스에나가 호카토 / 토리시모 / 송혜진
- 신이 마련해 준 장소 - 야자키 아리미 / Fuzzy / 손정임
- 황야제(煌夜祭) - 다사키 레이 / / 박금영